# Juan Ignacio Cirac Sasturain
Juan Ignacio Cirac Sasturain, född 11 oktober 1965 i Manresa i Katalonien i Spanien, är en spansk fysiker.
Cirac Sasturain studerade vid Universidad Complutense de Madrid där han tog examen (Licenciado) i teoretisk fysik 1988, och doktorerade i fysik 1991. Han var verksam vid Universidad de Castilla-La Mancha 1991–1996 och var professor vid Universitetet i Innsbruck 1996–2001. Från 2001 är han verksam vid Max Planck-institutet för kvantoptik i Garching som chef för dess teoridivision.
Hans forskningsområde gäller kvantfysikaliska aspekter av informationsbehandling, vilket bland annat är kopplat till möjligheten att bygga kvantdatorer.
Cirac Sasturain är korresponderade ledamot av Spanska vetenskapsakademien sedan 2002 och av Österrikiska vetenskapsakademien sedan 2003. Han tilldelades Prinsen av Asturiens pris 2006 och 2013 Wolfpriset i fysik med Peter Zoller.